# Eugenia brasiliensis
La grumichama o cereza de Brasil (Eugenia brasiliensis) es un árbol perteneciente a la familia de las mirtáceas. Es originaria de Brasil.

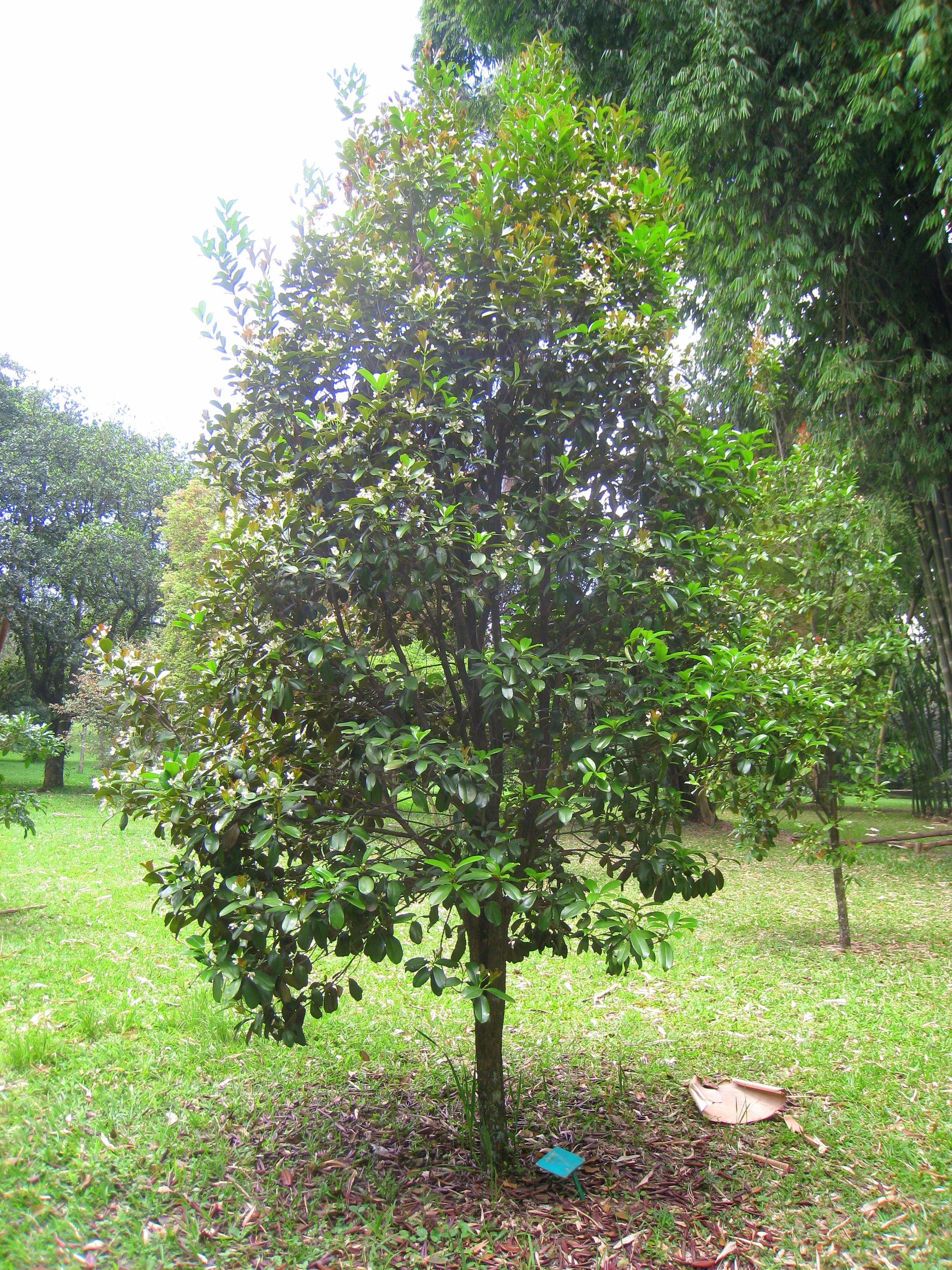
Vista de la planta

## Descripción
Es un árbol que alcanza los 15 metros de altura con hojas verdes, grandes y ovaladas, sus frutos son drupas globosas de color negro con pulpa acuosa ligeramente ácida, comestibles, con sabor a cerezas que atraen igualmente a la avifauna local.

## Distribución
Es natural de Brasil y crece en la costa atlántica desde Bahía hasta Santa Catarina.

## Taxonomía
Eugenia brasiliensis fue descrita por Jean-Baptiste Lamarck y publicado en Encyclopédie Méthodique, Botanique 3: 203. 1789.
Etimología
Eugenia: nombre genérico otorgado en honor del  Príncipe Eugenio de Saboya.
brasiliensis: epíteto geográfico que alude a su localización en Brasil.
Sinonimia
- Stenocalyx brasiliensis (Lam.) O.Berg in C.F.P.von Martius & auct. suc. (eds.), Fl. Bras. 14(1): 347 (1857).
- Myrtus dombeyi Spreng., Syst. Veg. 2: 485 (1825), nom. illeg.
- Eugenia bracteolaris Lam. ex DC., Prodr. 3: 267 (1828).
- Myrtus grumixama Vell., Fl. Flumin. 5: 216, t. 69 (1829).
- Eugenia ubensis Cambess. in A.F.C. de Saint-Hilaire, Fl. Bras. Merid. 2: 351 (1832).
- Stenocalyx brasiliensis var. erythrocarpa (Cambess.) O.Berg in C.F.P.von Martius & auct. suc. (eds.), Fl. Bras. 14(1): 348 (1857).
- Stenocalyx brasiliensis var. iocarpa O.Berg in C.F.P.von Martius & auct. suc. (eds.), Fl. Bras. 14(1): 348 (1857).
- Stenocalyx brasiliensis var. leucocarpa (Cambess.) O.Berg in C.F.P.von Martius & auct. suc. (eds.), Fl. Bras. 14(1): 348 (1857).
- Stenocalyx ubensis (Cambess.) O.Berg in C.F.P.von Martius & auct. suc. (eds.), Fl. Bras. 14(1): 344 (1857).
- Stenocalyx brasiliensis var. silvestris O.Berg in C.F.P.von Martius & auct. suc. (eds.), Fl. Bras. 14(1): 594 (1859).
- Eugenia filipes Baill. in A.Grandidier, Hist. Phys. Madagascar, Atlas: t. 328 (1895).
- Eugenia dombeyi Skeels, Bull. Bur. Pl. Industr. U.S.D.A. 233: 51 (1912), nom. illeg.[4]